# إيريك باسومبينغ
إيريك باسومبينغ (بالفرنسية: Eric Bassombeng)‏ (11 مارس 1983 بالكاميرون - ) هو لاعب كرة قدم كاميروني في مركز الوسط. لعب مع نادي أستريس ونادي أوربرو وغايس غوتنبرغ.

## روابط خارجية
- إيريك باسومبينغ على موقع اتحاد السويد (السويدية)
- إيريك باسومبينغ على موقع قاعدة بيانات كرة القدم.إي يو (الإنجليزية)
- إيريك باسومبينغ على موقع Soccerway.com (الإنجليزية)
- إيريك باسومبينغ على موقع عالم كرة القدم.نت (الإنجليزية)